# Лёд (Секретные материалы)
«Лёд» (англ. «Ice») — восьмой эпизод первого сезона сериала «Секретные материалы», главные герои которого — агенты ФБР Фокс Малдер (Дэвид Духовны) и Дана Скалли (Джиллиан Андерсон), расследуют сложно поддающиеся научному объяснению преступления.
В данном эпизоде Малдер и Скалли с группой из трёх учёных отправляются на север Аляски, чтобы расследовать причину гибели находящейся там бригады геофизиков. Как выясняется, причиной гибели исследовательской группы стала неизвестная паразитическая форма жизни, вызывающая сильную агрессию у заражённых. Из-за смерти пилота и нагрянувшей снежной бури агенты и их коллеги оказываются зажаты на научной базе в атмосфере растущей напряжённости и недоверия друг другу, не зная, заражён ли уже кто-то из них самих. Эпизод является «монстром недели» и не связан напрямую с так называемой «мифологией сериала», заданной в первой серии.
«Лёд» вышел в эфир на канале Fox 5 ноября 1993 года. От критиков эпизод получил хвалебные отзывы, удостоившись таких эпитетов как «важная веха [в истории сериала]», «один из прекраснейших эпизодов первого сезона», «обязательный к просмотру» и так далее. Концепция серии, когда Малдер и Скалли оказываются изолированы от внешнего мира в некоем отдалённом месте в поисках противодействия неизвестному науке организму, неоднократно использовалась в сериале в дальнейшем.

## Сюжет
На разгромленной научной базе на севере Аляски окровавленный мужчина с пистолетом в руке, Рихтер, с трудом передает видеосообщение, повторяя в камеру «Мы не те, кто мы есть. Но дальше это не уйдет. Оно останется прямо здесь, прямо сейчас». В момент передачи на него нападает другой мужчина — Кэмпбелл. После короткой и жестокой схватки противники наставляют друг на друга оружие, но потом оба совершают самоубийство.
Малдер и Скалли просматривают видеозапись, сделанную группой геофизиков, работавших в проекте «Арктический лёд» — научной экспедиции, организованной правительством Соединённых Штатов. Их миссия заключалась в добыче образцов глубокого льда, который образовался ещё на заре человечества, и группа радостно докладывает об успехе. В последующей трансляции, датируемой неделей позже, агенты видят последнее видеопослание Рихтера и отправляются расследовать случай. Вместе с ними на станцию летят геолог Денни Мёрфи, врач Ходж и токсиколог Нэнси да Сильва. Пилот их самолёта — Медведь (англ. Bear), человек с упрямым и буйным характером, сразу даёт всем понять, что ничьих приказов он слушать не будет.
На станции группа находит трупы учёных предыдущей экспедиции, причины смерти которых сразу установить нельзя. Внезапно на Малдера из темноты нападает бешеная собака. Медведь помогает Малдеру, но собака прокусывает ему руку. Ходж вкалывает собаке снотворное. Во время обследования собаки у неё на теле находят чёрные воспалившиеся лимфатические узлы, а под кожей замечен ползущий организм, похожий на червя. Медведь, перевязывая себя в туалете, обнаруживает под мышкой такие же воспалившиеся лимфоузлы, что и у собаки.
Вскрытия трупов, проведённые Скалли, показывают, что учёные предыдущей экспедиции, за исключением двух самоубийц, убивали друг друга. Анализ образцов льда говорит о том, что исследователи подняли остатки метеорита, столкнувшегося с Землёй тысячи лет назад. Контакт с образцами древнего льда подверг учёных заражению внеземным организмом, который до этого находился в замороженном состоянии. Ходж и да Сильва хотят улететь, но Малдер и Скалли требуют всем пройти анализы, чтобы удостовериться, что никто из их группы не заражён. На просьбу сдать анализы Медведь разбивает стеклянную банку о голову Малдера. В ходе начавшейся драки Медведя связывают, и Ходж видит у него под кожей шеи ползущего паразита. Прооперировав Медведя на месте, Ходж удаляет червя, но Медведь погибает от яда паразита. Внешний осмотр других членов группы показывает, что никто из них не заражён, но Малдер предупреждает Скалли, что у собаки чёрные пятна исчезли.
Учёные предполагают, что червь присасывается к гипоталамусу и заставляет своего носителя выделять гормон, вызывающий агрессивное поведение, что привело бригаду геофизиков к самоистреблению. Нервозность и недоверие внутри группы растут, к тому же из-за неожиданно начавшейся бури нарушается радиосвязь с окружающим миром, и помощь не может вылететь. Ночью Малдер, услышав стук двери, находит Мёрфи с перерезанным горлом в холодильнике для хранения геологических пород. Малдер агрессивно обвиняет своих сбежавшихся на шум коллег, но подозрение падает на него самого, вследствие чего агента запирают в кладовке. При проведении эксперимента Нэнси да Сильва случайно смешивает два разных образца инфицированной крови. К удивлению участников экспедиции, паразиты убивают друг друга. Учёные повторно инфицируют червём собаку, которая укусила Медведя, и она быстро приходит в норму.
Малдер убеждает Скалли, что он не инфицирован. Обследовав друг друга, они убеждаются, что оба — здоровы. Когда они выходят, да Сильва с Ходжем нападают на них, закрывают Скалли в кладовке и собираются засунуть последнего живого червя Малдеру в ухо, так как Ходж убежден, что агент уже заражён. Но в этот момент Ходж видит, что инфицирована да Сильва. После короткой схватки ей прививают паразита, и она успокаивается. После того как оставшиеся в живых вывезены с территории станции, Малдер объявляет о своём намерении вернуться на базу для проведения опытов, но Ходж сообщает ему, что военные и Центр по контролю заболеваний уже сожгли всю станцию до основания.

## Создание

### Сценарий
Глен Морган приступил к работе над сценарием эпизода после того, как прочитал в журнале «Science News» статью о найденном в Гренландии предмете, находившемся во льду 250 тысяч лет. Выбранное место действия серии — удалённая научно-исследовательская база, атакованная инородным организмом — напоминает место действия романа Джона Кэмпбелла «Кто идёт?» (1938) и его экранных интерпретаций: «Нечто из иного мира» (1951) и «Нечто» (1982). Создатель сериала Крис Картер назвал эти фильмы главными факторами, вдохновившими на создание эпизода. Как в романе и фильмах, герои эпизода не могут доверять друг другу, так как не могут быть уверены, является ли каждый тем, кем кажется. Картеру особенно понравился этот аспект, так как он позволил столкнуть Малдера и Скалли, показав их с неизвестных ранее сторон.
Концепция серии (Малдер и Скалли оказываются в изолированном отдалённом месте, где сталкиваются с неизвестной науке формой жизни) впоследствии неоднократно использовалась в других эпизодах сериала, наиболее известными из которых являются серии «И пала тьма» и «Огнеход». «Лёд» также положил начало появлению в «Секретных материалах» беспозвочных организмов в качестве главных антагонистов серии. В дальнейшем схожие темы использовались в эпизодах «Огнеход», «Хозяин», «Ф. Эмаскулата» и Кукушата. Несмотря на то, что «Лёд» не связан напрямую с так называемой «мифологией сериала», заданной в первой серии, по мнению писателя Линкольна Герахти, эпизод «предваряет теорию заговора о пришельцах, которая приобрела более ярко выраженный характер во втором сезоне». Энн Саймон, профессор биологии из Мэрилендского университета, отмечала, что идея паразитического червя, прикрепляющегося к человеческому гипоталамусу, не является невозможной из-за того, что эта железа не блокируется гемато-энцефалическим барьером. Саймон также сравнила «Лёд» с эпизодами четвёртого сезона «Тунгуска», «Терма» и «Гефсиманский сад», которые со «Льдом» объединяет тема панспермии.

### Съёмки

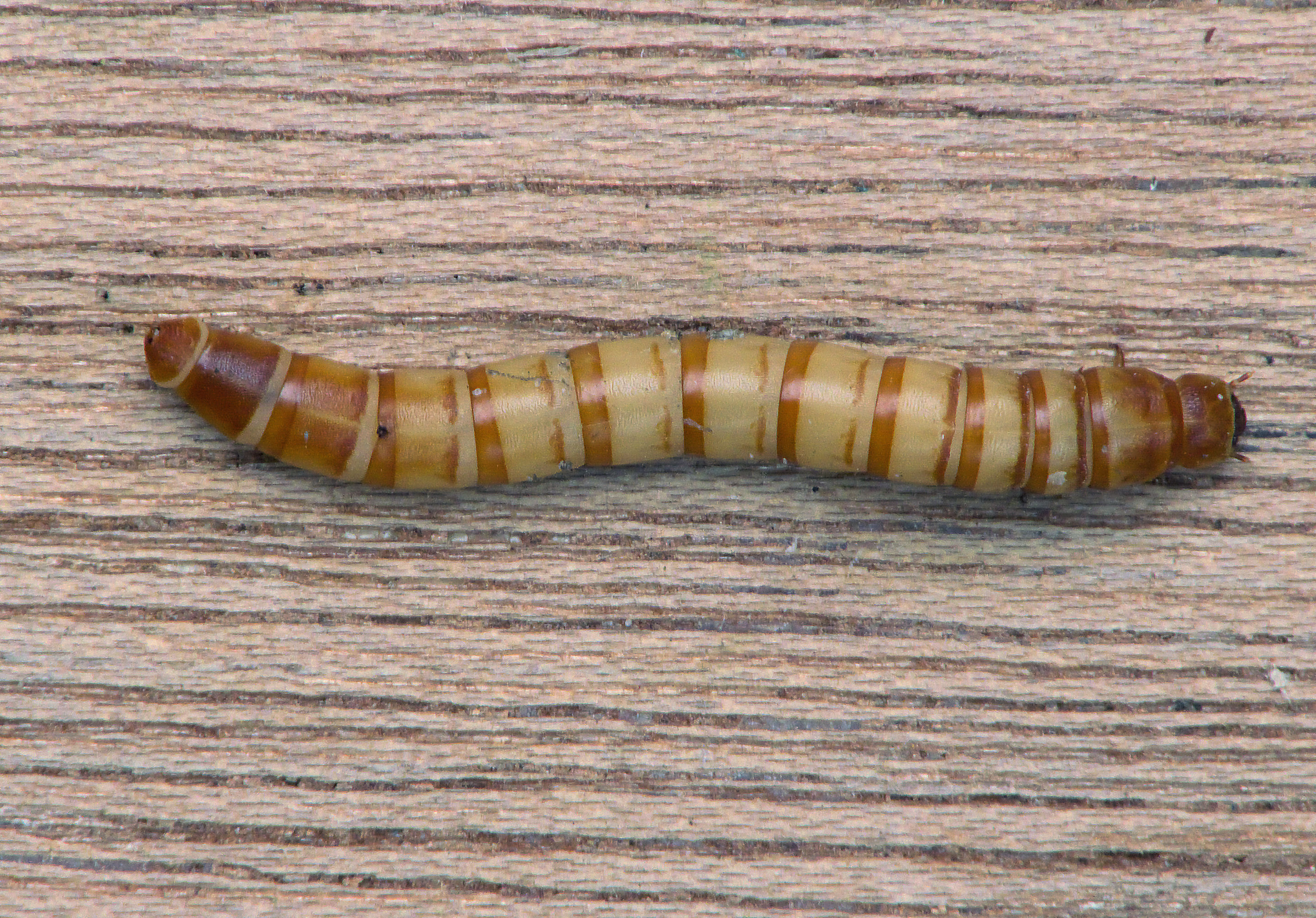
В качестве взрослых особей инопланетного червя использовались личинки мучного жука

Ожидалось, что «Лёд» будет «бутылочным» эпизодом: снимаемым в одном месте и с ограниченным количеством занятых актёров, а вследствие этого — низкозатратным в производстве. Несмотря на эти планы, итоговый бюджет оказался значительно превышен, отчасти потому, что изначально заложенный бюджет был очень скромным. Визуальная схожесть эпизода с фильмом Джона Карпентера «Нечто» обусловлена тем, что на обеих съёмочных площадках работал художник Грэм Мюррей. Именно он спроектировал и создал комплекс, в котором происходит действие художественного фильма.
Съёмки сцен на научной базе проводились в помещении старой пивоварни «Molson». Сцены на аэродроме Дулитл снимались на аэродроме «Delta Heritage Air Park» в Ванкувере. Во время съёмок стояла теплая, солнечная погода, и из зимней одежды актёров были удалены утепляющие подкладки. По словам Картера, он бы предпочёл, чтобы действие эпизода происходило на Северном полюсе, но на тот момент он считал осуществление этого замысла невозможным.
В качестве червей использовались личинки мучного жука, так как от изначальной идеи змей, одетых в латексные костюмы, пришлось отказаться. Эффект червей, ползущих внутри тела, достигался при помощи проводов, протянутых под искусственной кожей. Дополнительно было изготовлено искусственное собачье ухо с шерстью. Эффекты червя, плавающего в банке, и заползающего в ухо собаки были созданы при помощи компьютерной графики. Кадров, где фигурируют черви, было снято больше, чем задумывалось, в расчёте, что цензоры канала Fox попросят что-то убрать, однако поправки не потребовались. «Лёд» стал значительным моментом в карьере Тоби Линдалы, который в дальнейшем стал главным специалистом сериала по гриму и спецэффектам.

## Эфир и издания
«Лёд» вышел в эфир в США на канале Fox 5 ноября 1993 года. По шкале Нильсена эпизод получил рейтинг 6,6 с 11-процентной долей, означающий, что 6,6 процентов телевизоров в США работали в вечер премьеры, а 11 процентов из их числа были настроены на просмотр эпизода. Количество домохозяйств, видевших премьеру, оценивается в 6 200 000, а количество зрителей — в 10 000 000.
В 1996 году «Лёд» был выпущен на видео, а на DVD — вышел в составе релиза первого сезона в 2004 году.

## Отзывы
От критиков «Лёд» получил хвалебные отзывы. Авторы книги «The Complete X-Files» (рус. Полные „Секретные материалы“) Мэтт Гурвиц и Крис Ноулс назвали эпизод «важной вехой» в истории сериала. В ретроспективном обзоре первого сезона «Entertainment Weekly» присвоил эпизоду оценку «A−» (3,75 балла из 4 возможных), назвав его «особенно взвинченным и быстро развивающимся». В статье для «The A.V. Club» Кит Фиппс присвоил эпизоду высший балл — «A», отметив то, как актёры «великолепно изображают паранойю». «A.V. Club» включил «Лёд» в список лучших «бутылочных» эпизодов, сопроводив комментарием, что «замкнутое пространство здесь используется как преимущество». Тодд ван дер Верфф в статье для того же издания включил эпизод в список «обязательных к просмотру», сказав, что в серии прекрасно эксплуатируются «клаустрофобия и с трудом, но укрепляющийся союз героев».
Бен Роулсон-Джонс, обозреватель «Digital Spy» описал спор Малдера и Скалли как «чрезвычайно напряжённый момент паранойи». Нью-йоркская газета Daily News назвала эпизод «сильным и жутким». Мэтт Хэй в статье для «Den of Geek» охарактеризовал эпизод как «очень затягивающий и волнующий», отметив сходство концепции с «Нечто», тогда как его коллега, Джульет Харрисон, сочла «Лёд» одним из «прекраснейших» самостоятельных эпизодов первого сезона. Анна Джонс («TV Squad») отозвалась об эпизоде как о «зрелищной» серии с «великолепным» трейлером. «UGO Networks» включил червя в список лучших «монстров недели».
Роберт Ширман и Ларс Пирсон в книге «Wanting to Believe: A Critical Guide to The X-Files, Millennium & The Lone Gunmen» (рус. «Желая верить: Критический путеводитель по „Секретным материалам“, „Миллениуму“ и „Одиноким стрелкам“») присвоили эпизоду пять звёзд из возможных пяти, назвав его «самым влиятельным эпизодом когда-либо сделанным», несмотря на то, что сценарий стал производным от других работ.
Съёмочная группа также сочла «Лёд» одним из лучших эпизодов первого сезона. Согласно Картеру, Морган и Вонг, как и Дэвид Наттер, «превзошли сами себя». Помимо этого Картер с восхищением отзывался о работе актёрского ансамбля, и аналогичного мнения в этом вопросе придерживался Наттер. Джиллиан Андерсон назвала эпизод «очень напряжённым» и «полным страха и паранойи», добавив, что её коллеги-актёры были «великолепны».